# Kostja Ullmann
Pour les articles homonymes, voir Ullmann.
Kostja Alexander Ullmann est un acteur allemand né le 30 mai 1984 à Hambourg en Allemagne. Il est connu pour avoir interprété le rôle d'Achim dans le film Summer Storm de Marco Kreuzpaintner.

## Carrière
Kostja Ullmann commence sa carrière de comédien à l'âge de 11 ans au Théâtre Ernst Deutsch de Hambourg. En 1998, il décroche un rôle dans la série télévisée Alphateam, sous la direction de Norbert Schultze Jr.. Après de nombreuses apparitions dans des séries télévisées, il se voit confier un rôle récurrent dans la très populaire série Zwei Männer am Herd en 1999 et 2000. Il apparaît aussi dans les courts métrages, Strandnähe de Till Endemann et Albtraum einer Ehe de Johannes Fabrick. Entre 2001 et 2003, Kostja Ullmann apparaît dans des productions TV comme dans Stahlnetz, Das Duo et Une Famille extra-large.
En 2003, il abandonne l’école d'art dramatique de Hambourg, afin de tourner son premier long métrage Summer Storm. En 2005, il tourne dans un épisode de la série Division criminelle (SOKO Köln). En août, il joue dans le film Modèle:Lang de. En septembre, il tourne avec Maren Kroymann le long métrage Verfolgt, dans lequel il joue un jeune délinquant de 16 ans qui crée une relation sadomasochiste avec son agent de probation. Le film remporte le Léopard d'or (Cinéastes du Présent) au Festival international du film de Locarno.
En 2006 et 2007, il tourne dans plusieurs téléfilms comme : Troie, la cité du trésor perdu et Les Gammes de la vie. En 2008, il incarne le fils d'un officier de la Stasi dans Une jeunesse berlinoise. La même année, il interprète Lasse dans l'Entreprise de séduction.
En 2010 sort Groupies bleiben nicht zum Frühstuck (littéralement « Les groupies ne restent pas pour le petit-déjeuner »), film dans lequel il incarne une rock star qui rencontre Lila (Anna Fischer), une jeune fille qui n'a jamais entendu parler ni de lui ni du groupe dans lequel il joue.
En 2012, il joue dans Un monde sans fin (World Without End), une mini-série en huit épisodes adaptée du best-seller éponyme de Ken Follett.
En 2013, il incarne James Pimplebottom, le fantôme de l'école, dans le film Rouge rubis (Rubinrot) et reprend son rôle en 2014 dans Bleu saphir (Saphirblau) et en 2016 dans Vert émeraude (Smaragdgrün), adaptations cinéma de la Trilogie des gemmes.

## Filmographie
| Cinéma     | Cinéma                                                        | Cinéma                   | Cinéma                                                             |
| Année      | Titre                                                         | Rôle                     | Note                                                               |
| ---------- | ------------------------------------------------------------- | ------------------------ | ------------------------------------------------------------------ |
| 1996       | Das Rennen                                                    |                          | Court-métrage                                                      |
| 1999       | Strandnähe                                                    |                          | Court-métrage                                                      |
| 2004       | Summer Storm                                                  | Achim                    |                                                                    |
| 2005       | Schwarze Erdbeeren                                            | Jonas                    | Court-métrage                                                      |
| 2005       | Game Over                                                     | Nick                     | Court-métrage                                                      |
| 2006       | Verfolgt                                                      | Jan Winkler              |                                                                    |
| 2006       | Ode an die Freude (Baruto no Gakuen)                          | Hermann Lake             |                                                                    |
| 2007       | Stellungswechsel (Entreprise séduction)                       | Lasse                    |                                                                    |
| 2009       | En attendant Angelina                                         | Momme Ulmer              |                                                                    |
| 2009       | Die Wilden Hühner und das Leben                               | Max                      |                                                                    |
| 2010       | Groupies bleiben nicht zum Frühstück                          | Chriz                    |                                                                    |
| 2012       | Schutzengel                                                   | Kurt                     |                                                                    |
| 2013       | Les Croods                                                    | Guy                      | doublage allemand                                                  |
| 2013       | Quellen des Lebens                                            | Karl jeune               |                                                                    |
| 2013       | Rouge rubis (Rubinrot)                                        | James Pimplebottom       | 1er volet de la Trilogie des gemmes (Liebe geht durch alle Zeiten) |
| 2013       | Großstadtklein                                                | Ronny                    |                                                                    |
| 2014       | Bleu saphir (Saphirblau)                                      | James Pimplebottom       | 2e volet de la Trilogie des gemmes (Liebe geht durch alle Zeiten)  |
| 2014       | Un homme très recherché                                       | Rasheed                  |                                                                    |
| 2014       | Coming In                                                     | Tom Herzner              |                                                                    |
| 2015       | 3 Türken und ein Baby                                         | Celal Yildiz             |                                                                    |
| 2016       | Vert émeraude (Smaragdgrün)                                   | James Pimplebottom       | 3e volet de la Trilogie des gemmes (Liebe geht durch alle Zeiten)  |
| 2023       | Paradise                                                      | Max                      |                                                                    |
| Télévision |                                                               |                          |                                                                    |
| Année      | Titre                                                         | Rôle                     | Note                                                               |
| 1998       | König auf Mallorca                                            |                          | Téléfilm                                                           |
| 1998       | Alphateam                                                     | Benjamin Amberg          | 2 épisodes 1998-1999                                               |
| 1999       | Die Pfefferkörner                                             | Raphaël                  | 1 épisode                                                          |
| 1999       | Zwei Männer am Herd                                           | Jan Fischer              | 1999-2000                                                          |
| 2001       | Albtraum einer Ehe                                            | Michael Schiffer         | Téléfilm                                                           |
| 2001       | Stahlnetz                                                     | Nicolai                  | 1 épisode                                                          |
| 2002       | Das Duo                                                       | Fabian Bergius           | 1 épisode                                                          |
| 2002       | Großstadtrevier                                               | Raja Arumugan            | 1 épisode                                                          |
| 2002       | Une famille extra-large                                       | Timo Kramer              | Téléfilm                                                           |
| 2002       | Stubbe - Von Fall zu Fall                                     | Frank                    | 1 épisode                                                          |
| 2004       | Unsolved                                                      | David Rilling            | 1 épisode                                                          |
| 2004       | Mein Weg zu dir heißt Liebe                                   | Alexander                | Téléfilm                                                           |
| 2004       | Klassenfahrt - Geknutscht wird immer                          | Tobi                     | Téléfilm                                                           |
| 2004       | Tatort: Verraten und verkauft                                 | Marc Landauer            | 1 épisode                                                          |
| 2005       | Franziska Spiegel - Eine Erinnerung                           | Stefanies Freund         | Téléfilm                                                           |
| 2005       | Wolff, police criminelle                                      | Dominik Brennecke        | 1 épisode                                                          |
| 2005       | Brigade du crime                                              | Tomasz Wagler            | 1 épisode                                                          |
| 2005       | Mission sauvetages                                            | Martin                   | 1 épisode                                                          |
| 2005       | Heimliche Liebe - Der Schüler und die Postbotin               | Joe Reinhardt            | Téléfilm                                                           |
| 2006       | Division criminelle (SOKO Köln)                               | Carsten Völkel           | 1 épisode                                                          |
| 2007       | Der Staatsanwalt                                              | Alex Schulz              | 1 épisode                                                          |
| 2007       | Troie, la cité du trésor perdu                                | Demetrios                | Téléfilm                                                           |
| 2008       | Une jeunesse berlinoise                                       | Marco Kaiser             | Téléfilm                                                           |
| 2008       | Einsatz in Hamburg                                            | Richie Renner            | 1 épisode                                                          |
| 2008       | Le Vaillant Petit Tailleur                                    | David, le tailleur       | Téléfilm                                                           |
| 2008       | Les Gammes de la vie (Die Zeit, die man Leben nennt)          | Luca                     | Téléfilm                                                           |
| 2009       | Tatort: Familienaufstellung                                   | Kerim Korkmaz            | 1 épisode                                                          |
| 2009       | Mon fils perdu (Der verlorene Sohn)                           | Rainer Schröder          | Téléfilm                                                           |
| 2010       | Commissaire Brunetti (Donna Leon – Das Mädchen seiner Träume) | Antonio De Vita          | 1 épisode                                                          |
| 2010       | Rosa Rot                                                      | Jörg Feilhaber           | 1 épisode                                                          |
| 2010       | Amigo, la fin d'un voyage                                     | Rio Bosch                | Téléfilm                                                           |
| 2011       | Quelque part, mon fils                                        | Oliver                   | Téléfilm                                                           |
| 2011       | Schloss Einstein                                              |                          | 1 épisode                                                          |
| 2012       | Un monde sans fin                                             | Holger                   | mini-série en 8 épisodes                                           |
| 2012       | Heiraten ist auch keine Lösung                                | Luca                     | Téléfilm                                                           |
| 2012       | Die Tote ohne Alibi                                           | Tim Berners              | Téléfilm                                                           |
| 2013       | Tatort: Schwarzer Afghane                                     | Arian Bakthari, étudiant | 1 épisode                                                          |
| 2014       | Junges Deutschland                                            |                          |                                                                    |

## Récompenses
| Année | Récompense                    | Catégorie                                               | Film            | Note                              |
| ----- | ----------------------------- | ------------------------------------------------------- | --------------- | --------------------------------- |
| 2006  | Günter-Strack-Fernsehpreis    | Meilleur acteur (meilleure révélation de la télévision) | Heimliche Liebe | décerné par le Studio Hamburg     |
| 2007  | New Faces Award               | Meilleur jeune acteur                                   | Verfolgt        | décerné par le magazine Blunte    |
| 2007  | GQ Männer des Jahres          | Shooting Star                                           |                 | décerné par le magazine GQ        |
| 2008  | Goldene Feder                 | Meilleure Performance au niveau de l'interprétation     |                 | décerné par Bauer Media Group     |
| 2008  | Audi Generation Award (média) | Meilleur acteur                                         |                 | décerné par Audi Generation Award |